# Nasushiobara
Nasushiobara (那須塩原市 Nasushiobara-shi?) es una ciudad situada en la prefectura de Tochigi, Japón. Tiene una población estimada, a inicios de julio de 2022, de 114 865 habitantes.

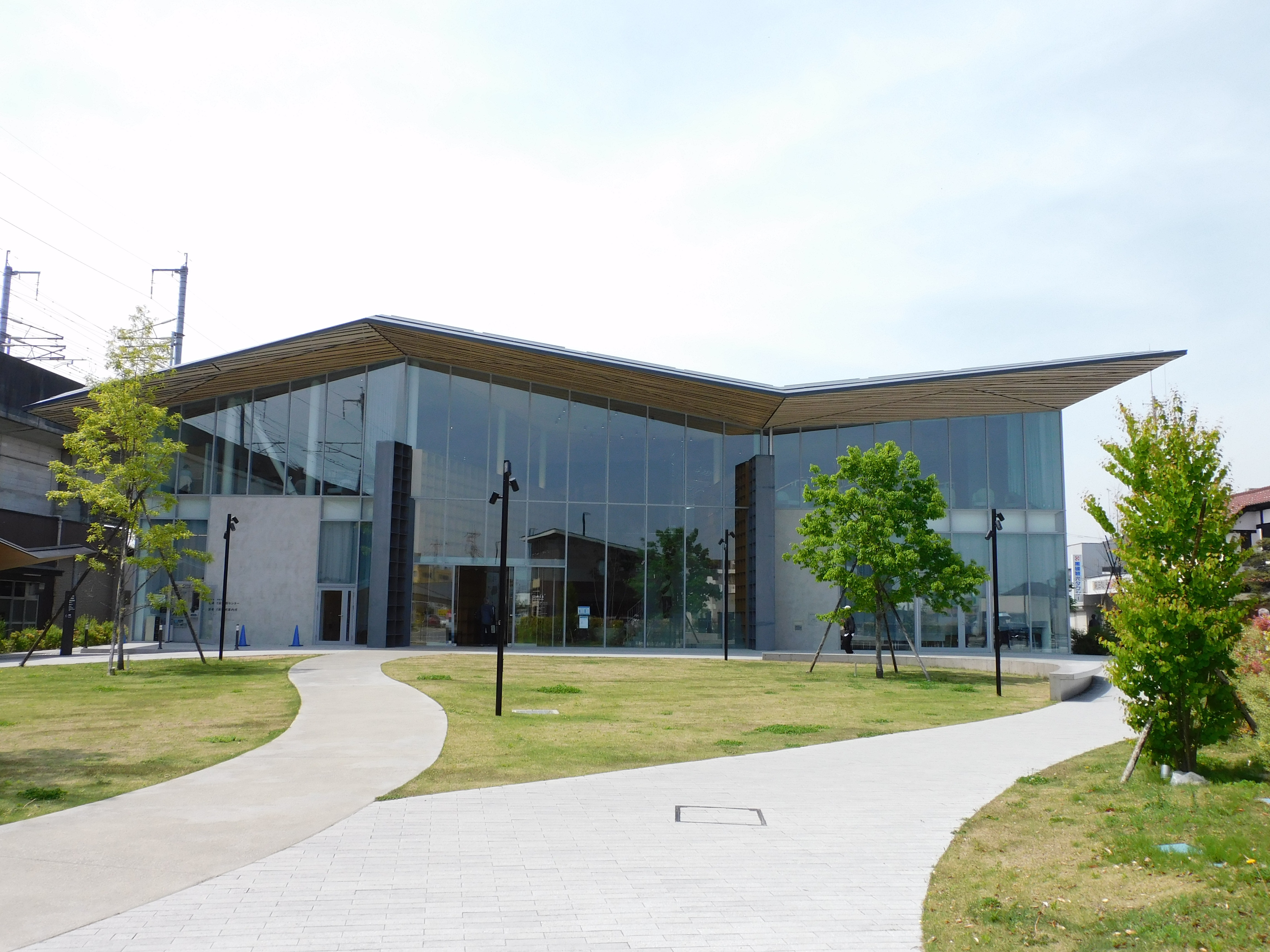
Biblioteca Miruru

Está localizada en la parte central de la isla de Honshū, en la región de Kantō.

## Geografía
La ciudad está ubicada en la parte norte de la prefectura de Tochigi, a unos 150 km al norte de Tokio y a unos 50 km de Utsunomiya. Es la ciudad más septentrional de la región japonesa de Kantō, limitando con la prefectura de Fukushima al norte.

## Historia
La ciudad moderna de Nasushiobara se estableció el 1 de enero de 2005, a partir de la fusión de la antigua ciudad de Kuroiso y los pueblo de Nishinasuno y Shiobara (ambos anteriormente constituyentes del distrito de Nasu).

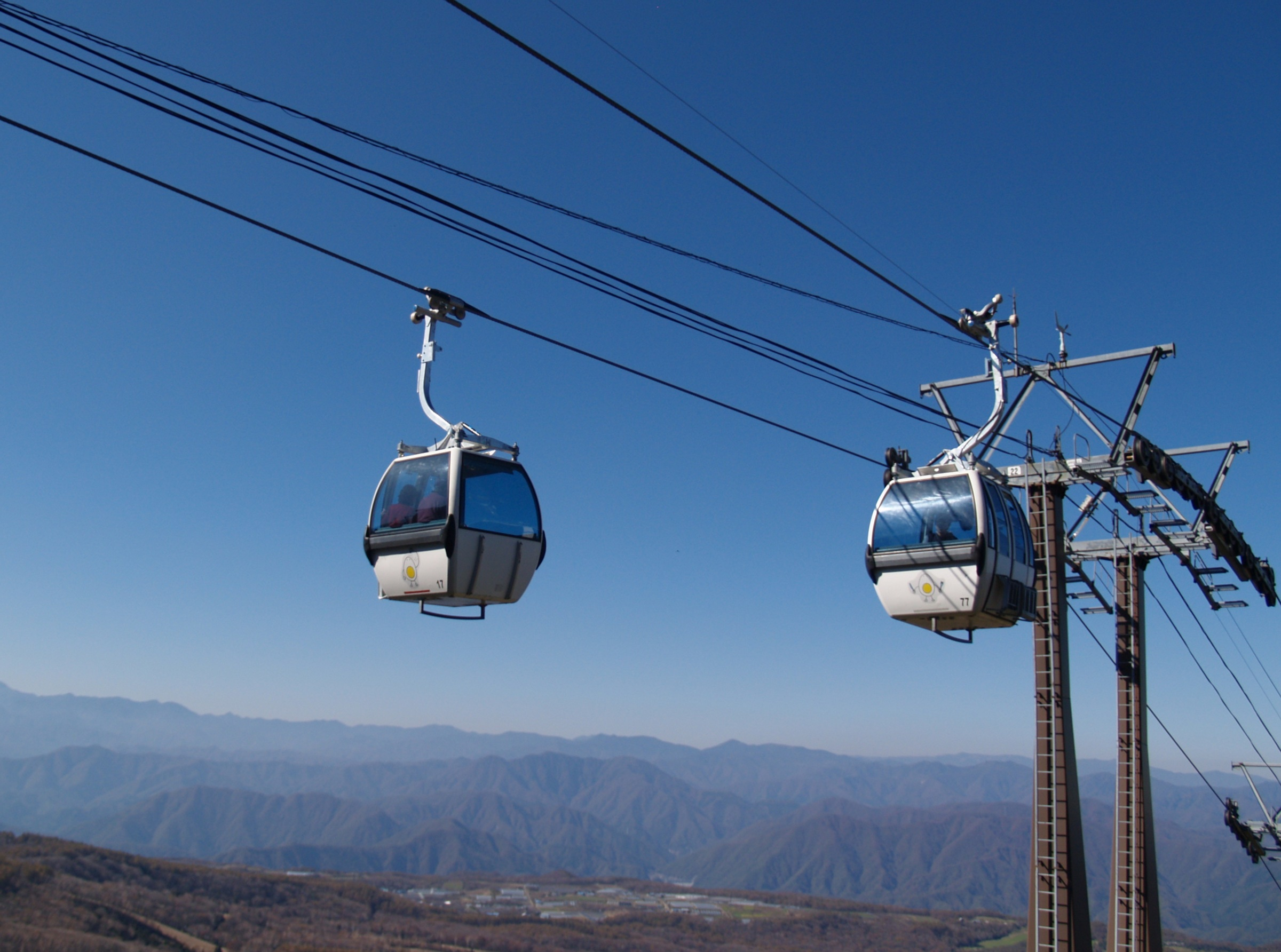
Teleférico en la estación de esquí Hunter Mountain Shiobara

## Economía
Nasushiobara depende en gran medida del turismo estacional en sus aguas termales y estaciones de esquí. La agricultura se centra en la producción de lácteos.

## Demografía
Según los datos del censo japonés, la población de Nasushiobara creció constantemente hasta el año 2010, en que comenzó a descender.
| Gráfica de evolución demográfica de Nasushiobara entre 1940 y 2022 |
|                                                                    |
| Oficina de Estadísticas de Japón                                   |